# Terence Neilson
Terence Neilson, né le 2 novembre 1958 à Toronto, est un skipper canadien. 

## Carrière
Terence Neilson participe aux Jeux olympiques de 1984 à Los Angeles et remporte la médaille de bronze dans l'épreuve du finn.